# Nexhat Daci
Nexhat Daci, né le 26 juin 1944 à Veliki Trnovac, Bujanovac, en Serbie, est un homme politique kosovar. 

## Biographie
Il a été élu président de l' Assemblée du Kosovo en 2001, membre de la Ligue démocratique du Kosovo (LDK). En 2006, il a été évincé de la présidence du fait de luttes internes au sein de la LDK.
Il est membre de l'Assemblée du Kosovo et dirigeant de la Ligue démocratique de Dardania, qu'il a fondée après avoir échoué à devenir président de la Ligue démocratique du Kosovo.